# The Getty Address
The Getty Address je čtvrté studiové album americké rockové skupiny Dirty Projectors, vydané dne 5. dubna 2005 prostřednictvím hudebního vydavatelství Western Vinyl. Album produkoval zpěvák a kytarista David Longstreth. V roce 2010 skupina desku přehrála při koncertech v celém jejím rozsahu.

## Seznam skladeb
Autorem všech skladeb je David Longstreth.
| Pořadí | Název                                | Délka |
| ------ | ------------------------------------ | ----- |
| 1.     | I Sit on the Ridge at Dusk           | 4:55  |
| 2.     | But in the Headlights                | 1:50  |
| 3.     | Warholian Wigs                       | 4:31  |
| 4.     | I Will Truck                         | 5:17  |
| 5.     | D. Henley's Dream                    | 4:14  |
| 6.     | Gilt Gold Scabs                      | 5:26  |
| 7.     | Ponds & Puddles                      | 3:49  |
| 8.     | Not Having Found                     | 4:42  |
| 9.     | Tour Along the Potomac               | 4:12  |
| 10.    | Jolly Jolly Jolly Ego                | 5:33  |
| 11.    | Time Birthed Spilled Blood           | 3:02  |
| 12.    | Drilling Profitably                  | 4:29  |
| 13.    | Finches' Song at Oceanic Parking Lot | 4:08  |

## Obsazení
- David Longstreth – zpěv, kytara, bicí
- Lucy Greene – zpěv
- Brown Finch Choir – zpěv
- Joseph Grimm – pozoun, trubka
- Dan Sobo – saxofon, klarinet
- Jona Bechtolt – programování bicích
- Ezra Seltzer – violoncello
- Orchestral Society for the Preservation of the Orchestra – orchestr